# Sharbel Touma
Sharbel Touma (en arabe : شربل توما) est un footballeur international suédois né le 25 mars 1979 à Beyrouth au Liban, d'origine araméenne. 

## Sélection nationale
Sharbel Touma compte deux sélections en matchs amicaux avec la Suède.

## Palmarès
Borussia Mönchengladbach
- 2.Bundesliga
  - Champion (1) : 2008